# Guild Wars
Guild Wars је једна од најпопуларнијих масивних вишекорисничких мрежних игара играња улога, смештена у фантазијском свету по имену Тирија са преко 3.000.000 играча широм света. До сада су издата 3 наставка, од којих је последњи, , издат 31. августа 2007. године.
Игра је тренутно доступна само за Microsoft Windows.

## Професије
У првом делу игре постоји шест професија и то:
Ренџер,Елементалист,Некромансер,Ратник,Свештеник и Мезмер
Други део игре, Guild Wars Factions донео је осим Луксон, Курзик и Балтазар поена, још две нове расе;
Асасин и Ритуалист
У Guild Wars Nightfall појављују се још две нове професије;
Дервиш и Парагон
Прва експанзија, Guild Wars Eye of the North, није донела ниједну нову професију.
Сваки лик може имати главну и секундарну професију.Секундарна професија се не бира на почетку, већ касније током игре.